# Ypthima aphnius
Ypthima aphnius är en fjärilsart som beskrevs av Jean Baptiste Godart 1823. Ypthima aphnius ingår i släktet Ypthima och familjen praktfjärilar. Inga underarter finns listade i Catalogue of Life.